# 绢毛蝇子草
绢毛蝇子草（学名：Silene sericata）是石竹科蝇子草属的植物，为中国的特有植物。分布于中国大陆的宁夏、甘肃等地，生长于海拔2,300米至3,000米的地区，常生于山地草丛，目前尚未由人工引种栽培。